# Нёр (Франция)
Нёр (фр. Neure) — коммуна во Франции, находится в регионе Овернь. Департамент коммуны — Алье. Входит в состав кантона Люрси-Леви. Округ коммуны — Мулен.
Код INSEE коммуны — 03198.

## Население
Население коммуны на 2008 год составляло 174 человека.
| 1962 | 1968 | 1975 | 1982 | 1990 | 1999 | 2008 |
| ---- | ---- | ---- | ---- | ---- | ---- | ---- |
| 212  | 222  | 187  | 168  | 152  | 166  | 174  |

## Экономика
В 2007 году среди 112 человек в трудоспособном возрасте (15—64 лет) 76 были экономически активными, 36 — неактивными (показатель активности — 67,9 %, в 1999 году было 70,9 %). Из 76 активных работали 68 человек (39 мужчин и 29 женщин), безработных было 8 (4 мужчины и 4 женщины). Среди 36 неактивных 4 человека были учениками или студентами, 13 — пенсионерами, 19 были неактивными по другим причинам.